# Karol Ścibor Marchocki
Karol Ścibor Marchocki herbu Ostoja (zm. przed 5 marca 1720 roku) – łowczy sandomierski w 1714 roku, marszałek województwa sandomierskiego w konfederacji tarnogrodzkiej w 1715 roku.